# Anna Atkins
Pour les articles homonymes, voir Atkins.
Anna Atkins est une botaniste britannique, née le 16 mars 1799 à Tonbridge dans le Kent et morte le 9 juin 1871. Elle est considérée comme une pionnière de l'utilisation d'images photographiques (notamment par cyanotype) pour l'illustration d'ouvrages imprimés, en l'occurrence des herbiers qu'elle fit paraître à partir de 1843. Certains la considèrent même comme la première femme à avoir réalisé des photographies, titre qu'elle dispute à Constance Fox Talbot.

## Biographie
Née en 1799, orpheline de mère très jeune, elle est élevée par son père, John George Children, naturaliste réputé, membre de la Royal Society de Londres. Elle reçoit ainsi une formation scientifique rare pour les femmes de son époque. Illustratrice de renom, elle réalise les 250 gravures qui illustrent la traduction anglaise de l’ouvrage de Jean-Baptiste de Lamarck, Histoire des mollusques (1822-1824), publiée en 1833 sous le titre de Genera of Shells. Cette traduction joue un rôle important dans la nomenclature des coquillages car elle fournit les types permettant d’identifier les genres créés par Lamarck.
En 1825, elle épouse John Pelly Atkins et se consacre dès lors à la biologie et commence la confection d’un herbier. Anna Atkins offre certains spécimens au muséum des Kew Gardens. Elle devient membre, en 1839, de la Société botanique de Londres, l’une des rares sociétés savantes ouvertes aux femmes à l'époque.
En 1841, elle commence à s’intéresser aux algues à la suite de la publication de A Manual of the British marine Algae de William Henry Harvey, guide complet mais qui n'est pas illustré,. Grâce à son père, elle connaît très bien les travaux de sir John Herschel et de William Henry Fox Talbot, deux pionniers de la photographie. En 1843, elle commence la publication des Photographs of British Algae : Cyanotype Impressions qui est le premier ouvrage publié à utiliser des photogrammes réalisés par cyanotype, une technique tout juste inventée par Herschel. Douze parties paraissent jusqu’en 1853, tirées à environ quatre cents exemplaires, dont une douzaine d'exemplaires plus ou moins complets sont encore répertoriés. En 1853, elle applique le même procédé aux fougères et publie Cyanotypes of British and Foreign Ferns. Elle travaille en collaboration avec son amie Anne Dixon. Les cyanotypes ont l’avantage d'être simples à réaliser et de présenter une grande stabilité dans le temps.
Présentant une sensibilité artistique, Anna Atkins est également aquarelliste et lithographe.

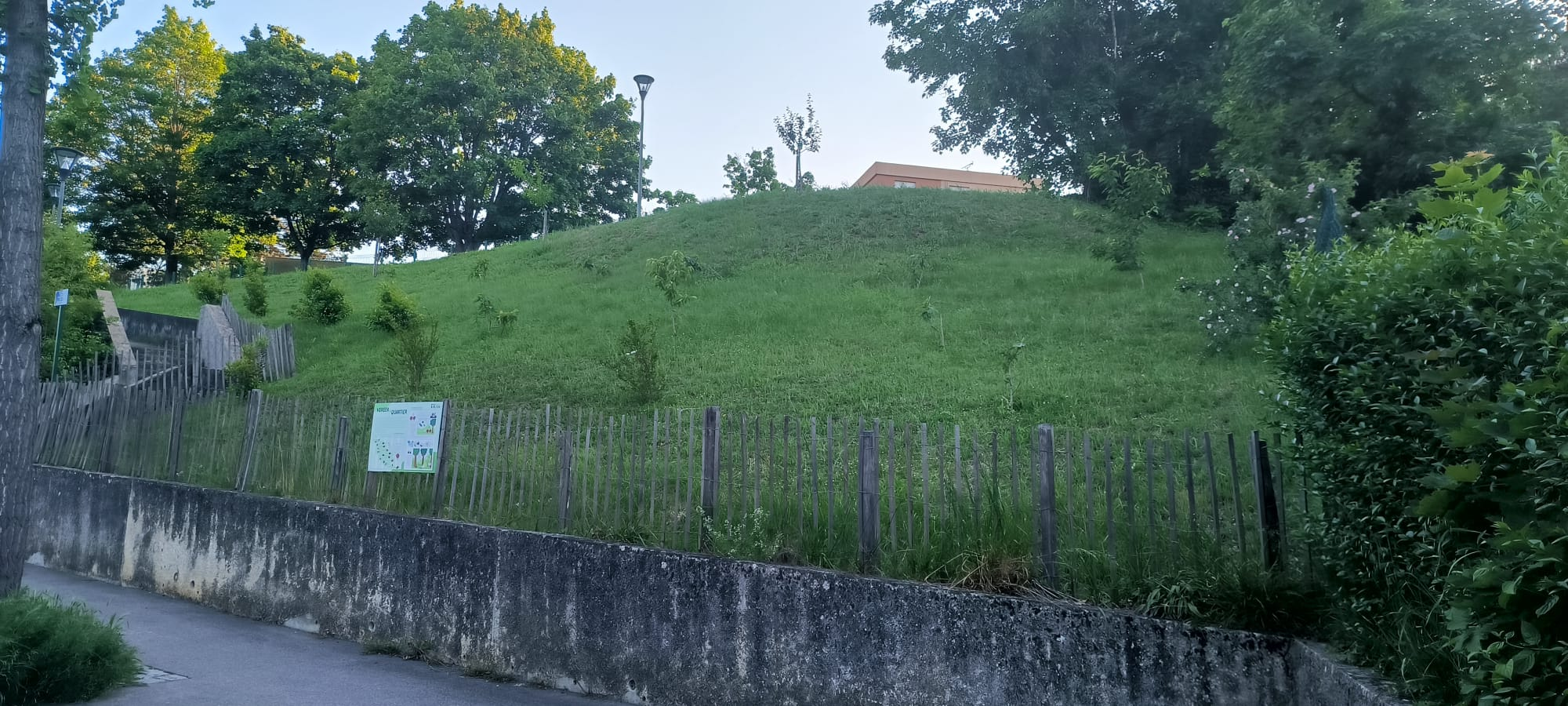
Verger dédié à Anna Atkins situé dans le 5e arrondissement de Lyon.

Elle lègue son herbier au British Museum en 1865.

## En son honneur
En mai 2025, un verger municipal situé à Lyon, en France, a été nommé en hommage à Anna Atkins. Le Verger Anna-Atkins, implanté sur le talus des Battières au 56 avenue Général-Eisenhower dans le 5e arrondissement de la ville, s’étend sur une surface de 370 m². Il comprend 21 arbres fruitiers, dont 4 de variétés patrimoniales. Ce verger a été inauguré dans le cadre d’un projet de valorisation de la nature en ville, avec la participation des enfants des écoles locales qui ont proposé les noms. Il est ouvert au public et permet aux habitants de cueillir librement les fruits mûrs.

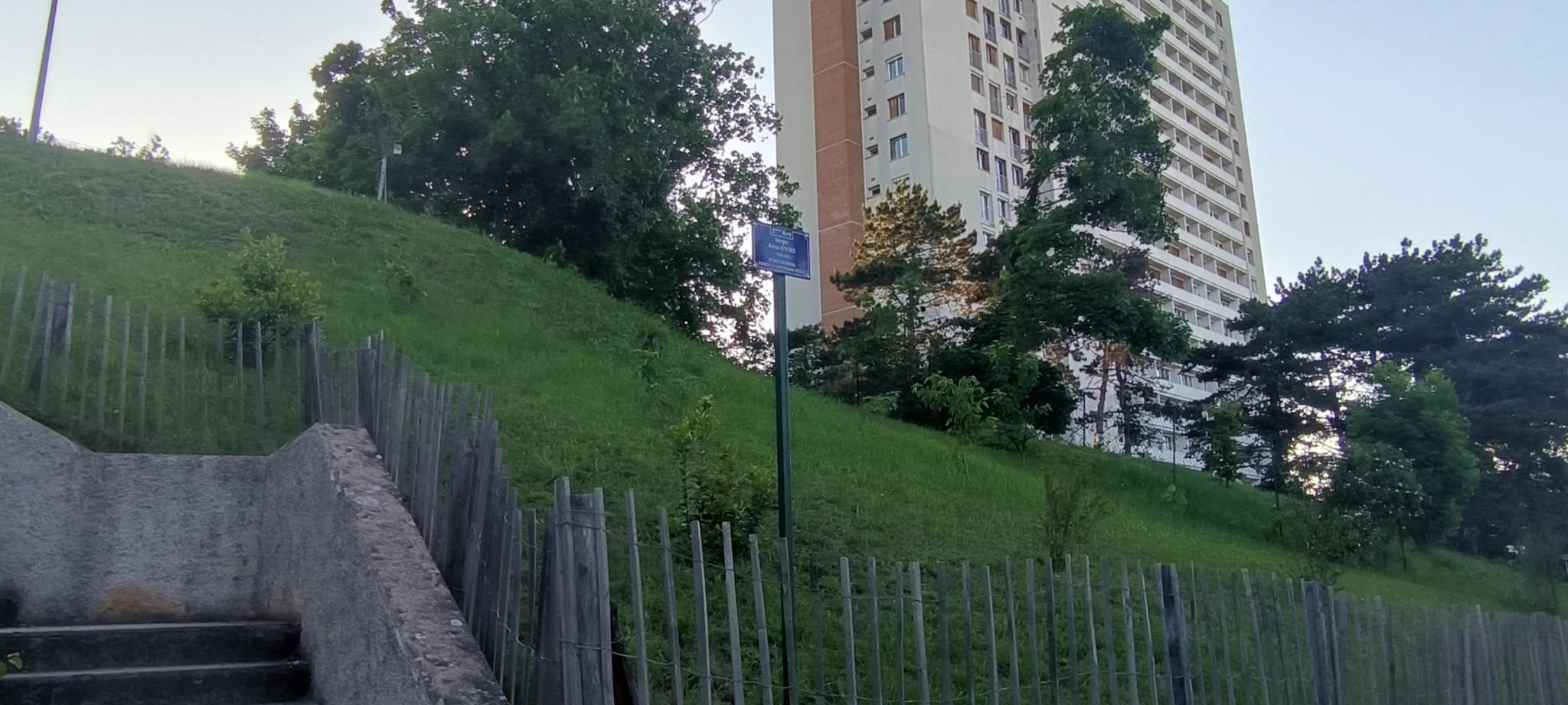
Vue du verger dédié à Anna Atkins depuis le côté nord, avec le Parc des Battières visible en arrière-plan.

## Galerie

Quelques cyanotypes d'Anna Atkins
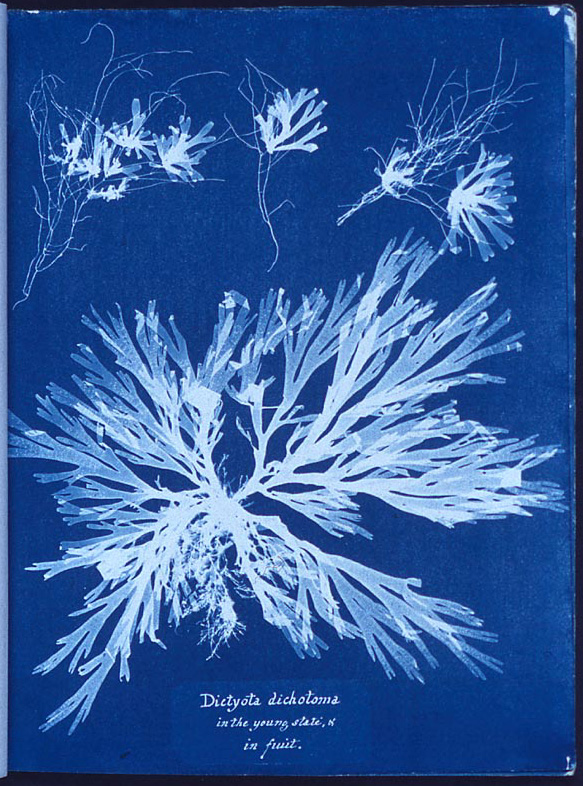
Algue brune Dictyota dichotoma.
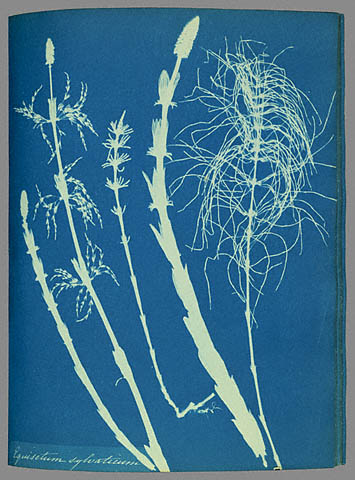
Prêle des bois Equisetum sylvaticum (1853).
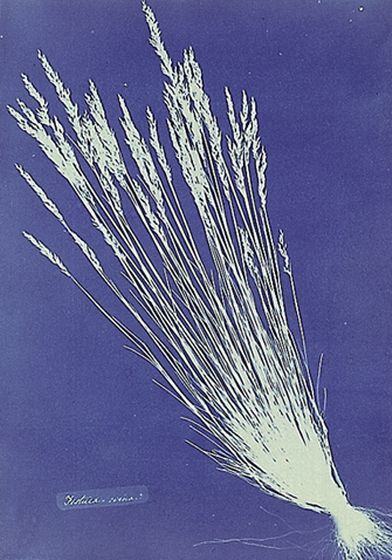
Brins de Festuca (1854).